# スタージス (サウスダコタ州)
スタージス（Sturgis）とはアメリカ合衆国サウスダコタ州に位置する町。
サウスダコタ州ラピッドシティからすぐ北にあり、ブラックヒルズの近くに位置し、標高は1,075mである。人口は約6,442人。
小さな町だがバイクのハーレーダビッドソンを乗るライダー達の聖地となっており、毎年夏にモーターサイクル・ラリーという祭典が開催され、世界各地から約100万台以上のハーレーが集まる。そのことからアメリカを代表するモーターサイクル・シティでもある。
1888年アメリカ騎兵隊が駐屯するミード砦の近くにあることから、騎兵隊の町として建設され、後にブラックヒルズの金鉱地帯の通関口として発展していた。バイクの町としてしられる様に、1938年8月にスタージス・ラリーが始まり、以後バイクのイベントが開催され現在にいたる。